# 阿尔瓦罗·罗加
阿尔瓦罗·爱德华多·罗加·德佩鲁（西班牙語：Álvaro Eduardo Roca Despeyroux，1939年10月16日—），乌拉圭男子篮球运动员，曾代表乌拉圭参加1964年夏季奥运会男子篮球比赛，并获得第八名。